# 見ざる聞かざる目撃者
『見ざる聞かざる目撃者』（みざるきかざるもくげきしゃ、原題：See No Evil, Hear No Evil）は、1989年制作のアメリカ合衆国の映画。アーサー・ヒラー監督。
目の見えない男と耳の聞こえない男が殺人事件に巻き込まれるさまを描いたコメディ映画。

## あらすじ
耳の不自由なデイヴと、目の不自由なウォーリーが経営するドラッグストアで殺人事件が発生、2人は犯人と間違えられて、警察に連行されてしまう。
すると、警察署にボランティアと称するキルゴとイヴという男女がやってきて、2人の釈放を要求、デイヴとウォーリーは釈放された。
ところが釈放直後、キルゴとイヴの態度が急変、デイヴとウォーリーは2人に捕まってしまう。
実はキルゴとイヴが例の殺人事件の犯人で、彼らは被害者が持っていたメダルの行方を2人が持っていると思っていたのだった。
被害者の残したメダルは、つり銭の1枚としてデイヴのポケットに入っており、デイヴとウォーリーはそれを奪われたうえ、命を狙われることになる。

## キャスト
| 役名         | 俳優                     | 日本語吹替 |
| ------------ | ------------------------ | ---------- |
| ウォーリー   | リチャード・プライヤー   | 玄田哲章   |
| デイヴ       | ジーン・ワイルダー       | 安原義人   |
| キルゴ       | ケヴィン・スペイシー     | 大塚明夫   |
| イヴ         | ジョーン・セヴェランス   |            |
| ブラドック   | アラン・ノース           | 富田耕生   |
| サザーランド | アンソニー・ザーブ       | 有本欽隆   |
| アデル       | キルスティン・チャイルズ |            |